# 杨衡
杨衡（？—？），字中師，唐代郫縣（今四川郫縣）人，唐朝官員、詩人。

## 生平
益州犀浦（今四川成都）縣令楊鷗之子。建中元年（780年）與符載、王簡言、李元象隱居廬山，號山中四友。唐德宗貞元六年登第，貞元七年隨御史中丞、桂管觀察使齊映至南越（今廣西），好友王簡言、李元象相繼去世，后入廣州嶺南節度使薛玨幕。官至大理評事。貞元十六年以後事跡失考，生卒年不詳。杨衡工於詩。唐代行卷之風盛行，有人偷了杨衡的诗文去应试而登第。杨衡见到此人，便问他：“‘一一鹤声飞上天’在否?”这人回答说：“此句知兄最惜，不敢偷。”杨衡笑说：“犹可恕也。”《全唐詩》存詩1卷，《全唐詩續拾》補2句。